# Monastère de Chio-Mgvime
Le monastère de Chio-Mgvime (en géorgien შიომღვიმე, la « grotte de Chio ») est un monastère chrétien situé en Géorgie, près de la ville de Mtskheta, dans la vallée de la Mtkvari, à une trentaine de kilomètres de Tbilissi, la capitale.